# قص ونسخ ولصق

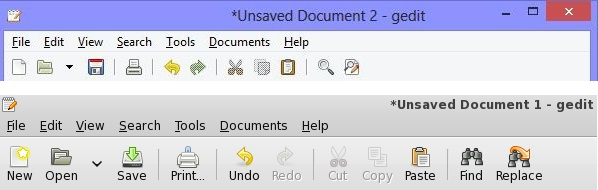
لقطة شاشة لتطبيق جي إديت في نظامي تشغيل مختلفين، في الأعلى: ويندوز 8 وفي الأسفل جنوم، يمكن ملاحظة أيقونات اللصق والنسخ والقص في المواقع الثالث والرابع والخامس على الترتيب، إذا ابتدأ عدّ الأيقونات من أقصى اليمين انطلاقاً من الواحد.

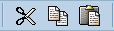
أيقونات القص والنسخ واللصق في معالج النصوص في حزمة تخطيط موارد المؤسسة الخامسة (EPR5).

في التفاعل الإنساني الحاسوبي، وفي تصميم واجهة المستخدم، القص والنسخ واللصق
(بالإنجليزية: Cut, copy, and paste)‏ هي ثلاثة أوامر مترابطة تكوّن تقنية للتواصل بين العمليات لنقل البيانات بين واجهات المستخدم في حاسوب واحد. يقوم أمر القص بإزالة البيانات المُحددة من موقعها الأصلي في واجهة المستخدم ونقلها إلى ذاكرة تخزين مُؤقّتة تسمى الحافظة، أمّا أمر النسخ فيقوم بإنشاء نسخة طبق الأصل من البيانات المُحددة وينقلها إلى الحافظة. بعد ذلك، يتم نقل البيانات الموجودة في الحافظة إلى واجهة المستخدم التي يستخدم فيها أمر اللصق.
اشتقّت أسماء الأوامر كاستعارة أدبية لجزء من العمليات الحقيقية المتبعة عند تنسيق مخطوط قبل طباعته.
أصبح تعبير «نسخ لصق» جزءاً من اللغة المحكية اليومية بسبب شعبية هذه التقنية، وهو يعني تقديم مُداخلة بتسرع ولا مبالاة أو من غير إلهام.

## نبذة تاريخية

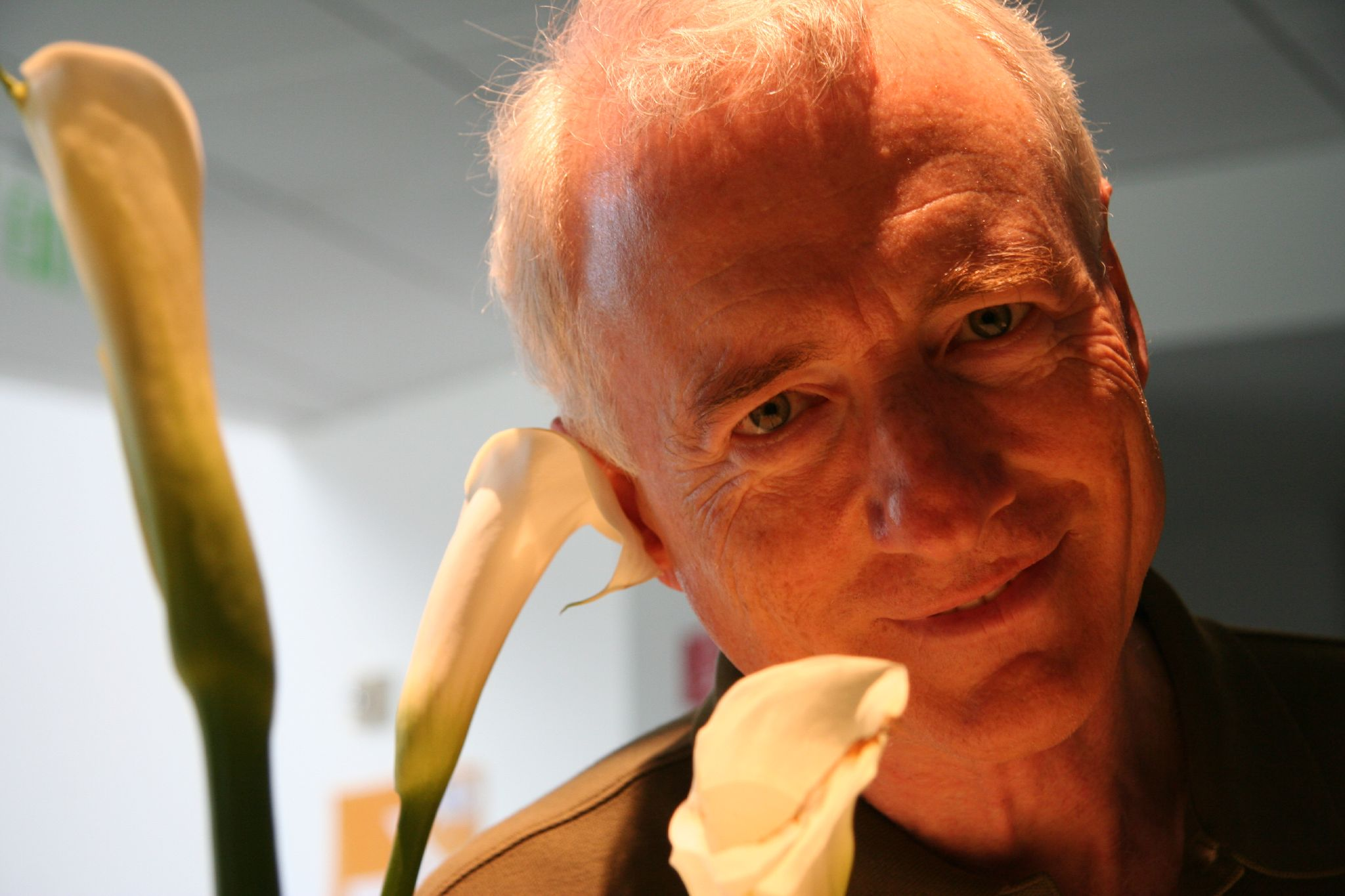
لاري تيسلر مخترع تقنية النسخ والقص واللصق.

يرجع مصطلح «القصّ واللصق» إلى الممارسة التقليدية لتحرير المخطوطات، وفيها يقوم الممارس باقتصاص أجزاء من صفحة باستعمال المقصّ، ثُمّ يقوم بلصقها على صفحة أخرى، وقد استمرت هذه الممارسة حتى الثمانينيّات من القرن العشرين. كانت محلات بيع القرطاسية تعرض سابقاً مقصات خاصة تحت مسمى «مقص التحرير» (بالإنجليزية: Editing scissors)‏، وتكون ذات شفرات بطول 8 إنشات ونصف، وهو طول كاف لقص صفحة بقياس (A4) بالعرض بحركة واحدة.
أمّا ممارسة القص والنسخ واللصق لمستندات حاسوبية من موقع ما إلى مخزن بيانات مؤقت، أو من المخزن المؤقت إلى موقع ما، فلم تظهر بشكلها الحالي حتى تحقق الانتقال في تخزين البيانات من استعمال البطاقات المُثقّبة إلى الملفات الحاسوبية، وقد كانت محررات النصوص الحاسوبية البدائية تحتوي على أوامر لإنجاز هذه العمليات، كان الهدف منها في البداية نقل الأوامر الأكثر استعمالاً أو بعض أجزاء النصوص من مخازن بيانات إضافية إلى مستند محدد.
جزّأت مُحررات النص البدائية عملية النقل إلى مرحلتين، وكان يجب على المستخدم أن يقوم باستدعائهما متتابعين لإنجاز العملية. في العام 1974م، اقترح لاري تيسلر اسمي القص والنسخ للمرحلة الأولى، واللصق للمرحلة الثانية، وأدخل هذه الاستعمال إلى عدد من محررات النص التي طورها مع زملائه في مركز أبحاث كزيروكس. انتقل لاري بعد ذلك إلى أبل، حيث لعب دوراً رئيسياً في تصميم واجهات أبل ليزا وأدمج تقنية النسخ واللصق في تطبيقاته.
انتشرت تقنية القص والنسخ واللصق بعد ذلك وأصبحت جزءاً مدمجاً من محررات النصوص ومعالجات الكلام ومتصفحات أنظمة الملفات وغيرها من التطبيقات التي تتيح نقل البيانات.

## آلية العمل
تستخدم أوامر القص والنسخ واللصق لنقل البيانات، وتعتمد هذه الأوامر في عملها على الحافظة، وهي وحدة ذاكرة مُرتبطة بمجموعة من الدوال والأوامر التي تُسمح للتطبيقات في نظام التشغيل بنقل البيانات فيما بينهما، أو تسمح للعمليات في تطبيق واحد بنقل البيانات فيما بينها. تختلف طريقة تنفيذ أوامر القص والنسخ واللصق بحسب نظام التشغيل المُستعمل، مثل الحافظة في نظام التشغيل ويندوز، أو بحسب التطبيق المُستهدف مثل الحافظة الخاصة بتطبيقات الويب.
تشمل البيانات التي يمكن نقلها النص البسيط والنص المنسق [الإنجليزية] وملفات الصور ووالملفات الصوتية وملفات الفيديو وأي نوع من البيانات مدعوم في واجهتي المستخدم المصدر والوجهة بالإضافة إلى الحافظة.

### تقنية نسخ - لصق

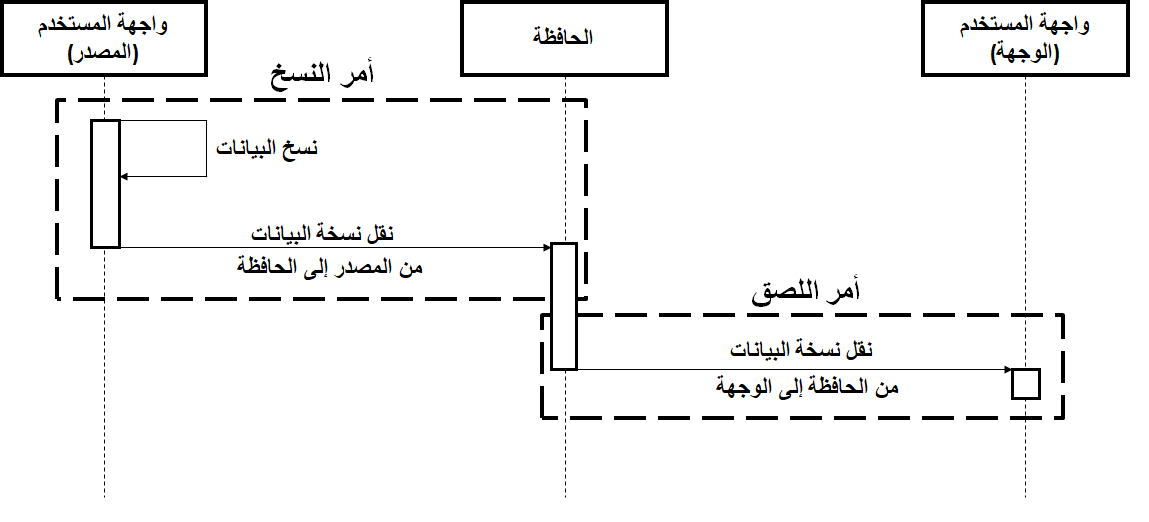
مخطط التتابع لعملية النسخ واللصق.

لاستعمال تقنية النسخ واللصق يجب أن يُستخدم أمر النسخ في واجهة المستخدم المصدر، وبعد ذلك أمر اللصق في واجهة المستخدم الوجهة. وتحصل العملية باتباع الخطوات التالية:
1. في واجهة المستخدم المصدر، تحديد البيانات التي يراد نقلها.
2. في واجهة المستخدم المصدر، استعمال أمر النسخ، والذي يسبب:
  1. إنشاء نسخة من البيانات التي يراد نقلها.
  2. نقل النسخة إلى الحافظة.
3. في واجهة المستخدم الوجهة، استعمال أمر اللصق الذي يسبب نقل النسخة من الحافظة إلى واجهة المستخدم الوجهة.

### تقنية قص - لصق

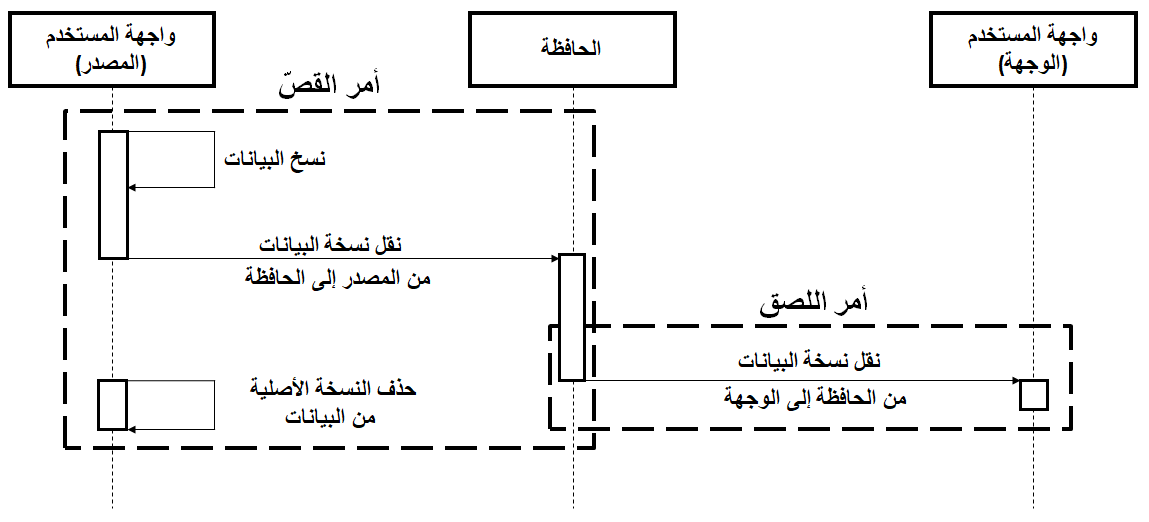
مخطط التتابع لعملية القص واللصق.

لاستعمال تقنية القص واللصق يجب أن يُستخدم أمر القص في واجهة المستخدم المصدر، وبعد ذلك أمر اللصق في واجهة المستخدم الوجهة. وتحصل العملية باتباع الخطوات التالية:
1. في واجهة المستخدم المصدر، تحديد البيانات التي يراد نقلها.
2. في واجهة المستخدم المصدر، استعمال أمر النسخ الذي يسبب:
  1. إنشاء نسخة من البيانات التي يراد نقلها.
  2. نقل النسخة إلى الحافظة.
  3. حذف النسخة الأصلية من واجهة المستخدم المصدر بعد استعمال أمر اللصق بنجاح في واجهة المستخدم الوجهة.
3. في واجهة المستخدم الوجهة، استعمال أمر اللصق الذي يسبب نقل النسخة من الحافظة إلى واجهة المستخدم الوجهة.

## التأثير الثقافي

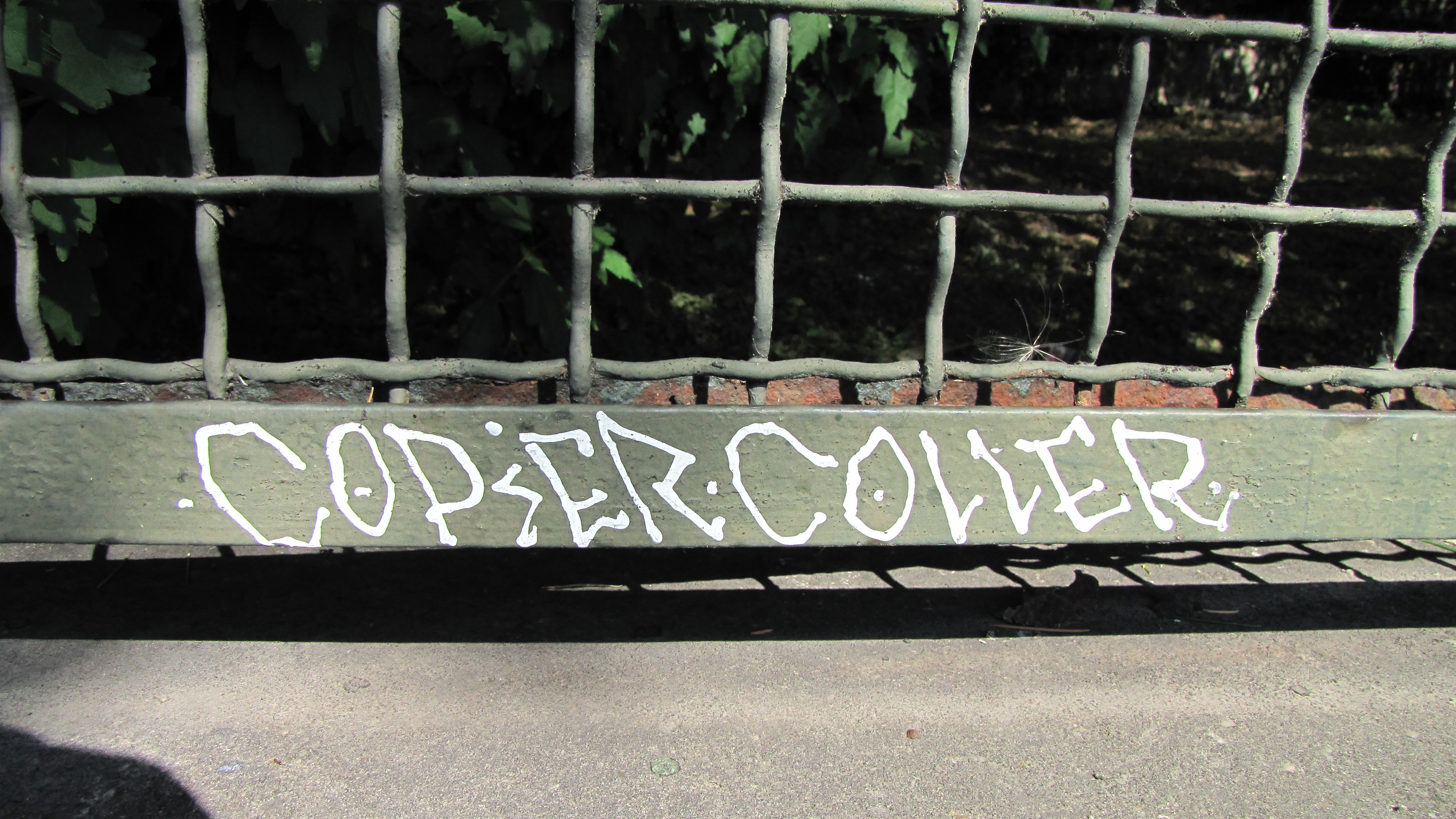
جرافيتي لعبارة نسخ لصق في أحد شوارع مدينة آرل في فرنسا Copier Coller.

تحوّل مصطلح النسخ واللصق إلى تعبير مستعمل في اللغة اليومية، وذلك للإشارة إلى غياب الإبداع في إنجاز عمل محدد، وتقديمه منقولاً حرفيًّا بدون أي تفكير، وتطلق هذه الصفة أيضاً على المحتوى المنقول حرفيًّا من مصدره. ووصفت عملية «النسخ واللصق» بأنها أصبحت جزءاً لا يتجزأ من ثقافة العصر، من النشر على شبكات التواصل الاجتماعي وصولاً إلى تصميم الغرافيكس.

## اختصارات شهيرة في لوحة المفاتيح
| نظام التشغيل | القص   | النسخ                | اللصق                    | المرجع |
| ------------ | ------ | -------------------- | ------------------------ | ------ |
| ماكنتوش      | X+⌘    | C+⌘                  | V+⌘                      | [ 14 ] |
| ويندوز       | X+ctrl | C+ctrl أو inset+ctrl | V+ctrl أو insert+⇧ shift | [ 15 ] |
| طرفية جينوم  | -      | C+⇧ shift+ctrl       | V+⇧ shift+ctrl           | [ 16 ] |
| أوبونتو      | X+ctrl | C+ctrl               | V+ctrl                   | [ 17 ] |

الملاحظات
1. ↑  هذه المعلومات صحيحة من أجل أنظمة تشغيل ويندوز 7 وويندوز 8.1 وويندوز 10.

## معرض الصور
أيقونات القص 
- أيقونة القص في مشروع تانغو.
- أيقونة القص في شريط الأدوات في نظام التشغيل ويندوز فيستا.
- أيقونة القص في جنوم.
- صورة رمزية لعملية القص من تويتر.

 أيقونات النسخ 

أيقونة النسخ في جنوم.
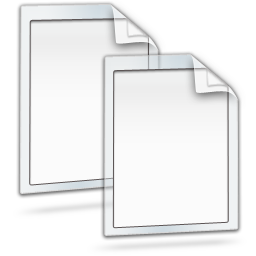
أيقونة النسخ في شريط الأدوات في نظام التشغيل ويندوز فيستا.

أيقونة القص في مشروع تانغو.
أيقونة القص في مشروع تانغو.
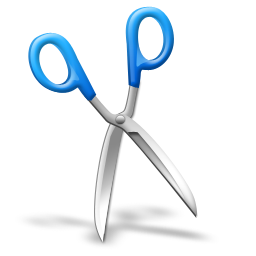
أيقونة القص في شريط الأدوات في نظام التشغيل ويندوز فيستا.
أيقونة القص في جنوم.
صورة رمزية لعملية القص من تويتر.

 أيقونات اللصق 

صورة رمزية لعملية اللصق من أندرويد.
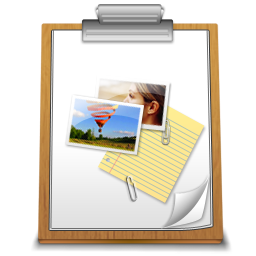
أيقونة اللصق في شريط الأدوات في نظام التشغيل ويندوز فيستا.
أيقونة اللصق في مشروع تانغو.
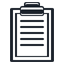
تصميم غير محدد لأيقونة اللصق.

## وصلات خارجية
- عمليات القص والنسخ واللصق في نظام التشغيل ويندوز، باللغة الفرنسية.
- أصل عملية القص والنسخ واللصق، باللغة الإسبانية.